# Oio

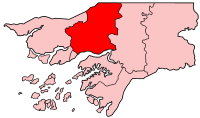
Regionens läge i Guinea-Bissau.

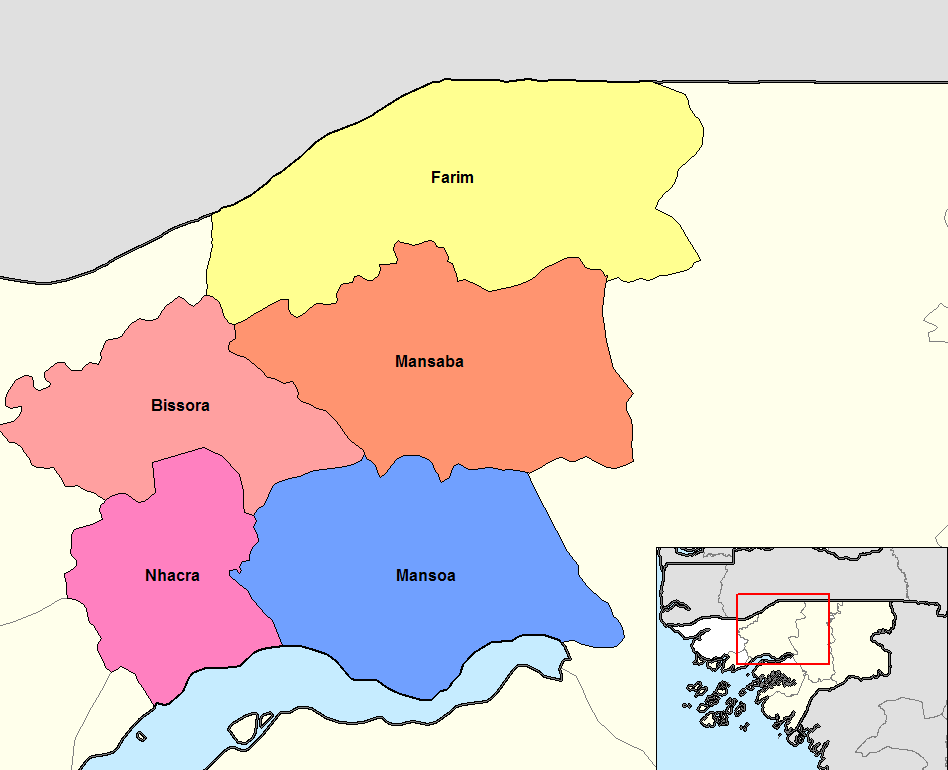
Karta över regionens sektorer.

Oio är en av Guinea-Bissaus administrativa regioner och är belägen i den centrala delen av landet, med gräns mot Senegal i norr. Befolkningen uppgick till 226 263 invånare vid folkräkningen 2009, på en yta av 5 403,4 kvadratkilometer. Den administrativa huvudorten är Farim. 

## Administrativ indelning
Regionen är indelad i fem sektorer:
- Bissorã
- Farim
- Mansabá
- Mansoa
- Nhacra